# Lando-Kommission
Die Lando-Kommission, eigentlich Commission on European Contract Law, ist ein 1980 von Ole Lando gegründeter unabhängiger und nicht-offizieller Zusammenschluss von Rechtswissenschaftlern aus allen Mitgliedsstaaten der Europäischen Gemeinschaft zum Zweck der Erstellung von Grundregeln des Europäischen Vertragsrechts.
Die Arbeit wird heute fortgeführt von der Study Group on a European Civil Code unter Leitung von Christian von Bar.